# 梅采维斯
梅采维斯（法語：Metzervisse，法語發音：[mɛtsɛʁvis]；洛林法兰克语：Metzerwis）是法国摩泽尔省的一个市镇，位于该省西北部，属于蒂永维尔区。

## 地名
该地名含义的主流观点为“梅斯的牧场”，不过与梅斯（Metz）不同的是，该地名中的“tz”发音为/ts/而非/s/，《世界地名译名词典》将其类比“梅斯”误译作“梅塞维斯”。

## 地理
梅采维斯（49°18'54"N, 6°17'9"E）面积8.99 平方千米，位于法国大東部大區摩泽尔省，该省份为法国东北部内陆省份，是洛林的一部分，西南接默尔特-摩泽尔省，东临下莱茵省，北与卢森堡和德国接壤。
与梅采维斯接壤的市镇（或旧市镇、城区）包括：比丹、迪斯特罗夫、安格朗日、梅策雷什、沃尔斯特罗夫、斯蒂康日。
梅采维斯的时区为UTC+01:00、UTC+02:00（夏令时）。

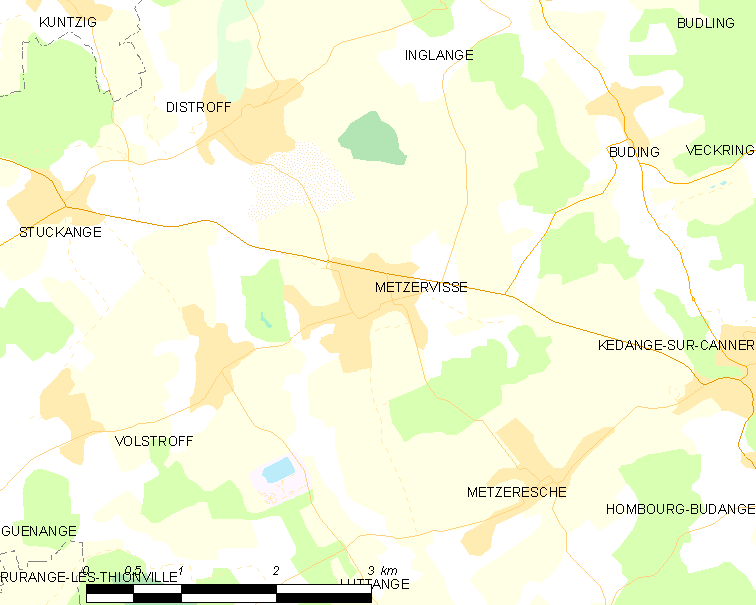
梅采维斯的OSM定位图

## 行政
梅采维斯的邮政编码为57940，INSEE市镇编码为57465。

## 政治
梅采维斯所属的省级选区为梅采维斯县。

## 人口

1962-2008年间梅采维斯人口变化图示

梅采维斯于2022年1月1日时的人口数量为2276人。